# Bella Rose 2
Bella Rose 2 (née le 12 février 2004) est une jument Westphalien de robe alezane, montée en compétition de dressage par Isabell Werth. Elle remporte la médaille d'or individuelle de la discipline aux Jeux équestres mondiaux de 2018 puis une médaille d'or par équipes et l'argent en individuel aux Jeux olympiques de Tokyo en 2021.

## Histoire
Bella Rose 2 naît le 12 février 2004, à l'élevage de Heinrich et Wilhelm Strunk, situé à Bochum dans la Ruhr, en Allemagne,.
Madeleine Winter-Schuzle l'achète à l'âge de 3 ans (en septembre 2007) pour la confier à la cavalière de dressage Isabell Werth, dont elle est la mécène,. Bella Rose 2 sort pour la première fois en compétition en 2011, à l'âge de 7 ans. De 2014 à 2018, elle est mise au repos forcé en raison d'une blessure au genou.
Elle est mise à la retraite fin juillet 2021, juste après les Jeux olympiques de Tokyo, avec un palmarès sportif que peu de chevaux au monde peuvent égaler. Elle devient poulinière.

## Description
Bella Rose 2 est une jument de robe alezan, inscrite au stud-book du Westphalien.

## Palmarès
- 2e du Grand Prix des Jeux équestres mondiaux de 2014[2] et médaille d'or par équipes.
- Médaille d'or individuelle de dressage aux Jeux équestres mondiaux de 2018[2]
- Médaille d'or par équipes en dressage aux Jeux olympiques d'été de 2020 à Tokyo et médaille d'argent en individuel[1], avec un score de 88 %[5]

## Origines
C'est une fille de l'étalon Belissimo M. Son père fut un compétiteur de niveau Grand Prix en dressage. Sa mère Cadra II est une fille de l'étalon Anglo-arabe Cacir, né en France. Bella Rose 2 a des origines plutôt atypiques pour le milieu du dressage.